# Antirrhinum siculum

Antirrhinum siculum, coneguda popularment com a Conillets o Gatets, és una espècie de planta de la família de les Escrofulariàcies. És de distribució cosmopolita, sobretot a regions temperades i fredes i present en zones muntanyoses tropicals. La seva forma vital és camèfit, és a dir, les seves gemmes de recanvi es troben per sobre de la superfície del sòl però a una alçada inferior a 0,5m.

## Descripció
És una planta perenne herbàcia glabre amb tiges més aviat erectes i arrel més o menys lignificada. Antirrhinum siculum té les fulles més llargues que amples, no reflecteix i és més densament foliós que ''Antirrhinum barrelieri''. Les flors es troben en raïms terminals, són molt vistoses i ornamentals. Els segments del Calze són iguals o subiguals entre ells, netament més curts que el tub de la corol·la.

## Distribució i hàbitat
És introduït en la regió del Mediterrani Occidental, on creix en parets i roquissers. sobretot calcaris.

### Etimologia
- Antirrhinum: nom genèric que deriva de les paraules gregues anti = "com" i rhinon = "nas", pel fet que les flors semblen apèndix nasals.[2]
- siculum: epítet específic adjectiu que fa referència a pertànyer a Sicilia, sicilià.
- El nom comú francès és Muflier de sicile: cultivat per les seves flors, boca de drac de Sicília.

#### Sinonímia
- Antirrhinum angustifolium Poir.
- Antirrhinum assurgens Bianca ex Caruel
- Antirrhinum barrelieri var. ruscinonense (Debeaux) Nyman
- Antirrhinum dielsianum Rothm.
- Antirrhinum gebelicum Brullo & Furnari
- Antirrhinum jamaicense Fisch. ex Steud.
- Antirrhinum majus f. luteum (Bég.) Bég.[3][4]